# ریچی جونز
ریچی جونز (انگلیسی: Ritchie Jones؛ زادهٔ ۲۶ سپتامبر ۱۹۸۶) یک بازیکن فوتبال است.